# Cacia albovariegata
Cacia albovariegata là một loài bọ cánh cứng trong họ Cerambycidae.